# Bardhaman (huyện)
Huyện Bardhaman là một huyện thuộc bang West Bengal, Ấn Độ. Thủ phủ huyện Bardhaman đóng ở Bardhaman. Huyện Bardhaman có diện tích 7024 ki lô mét vuông. Đến thời điểm năm 2001, huyện Bardhaman có dân số 6919698 người.

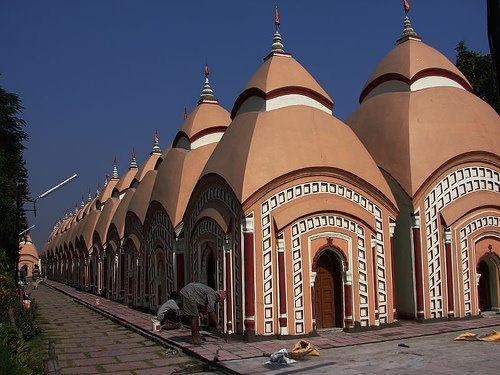
108 shiv temple
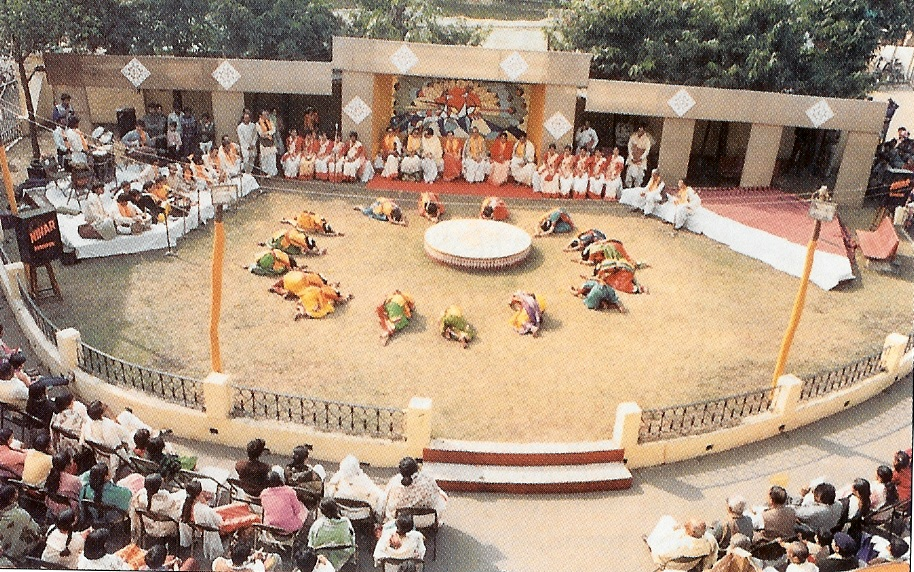
Banga Sanskriti Utsab at Bharati Bhaban
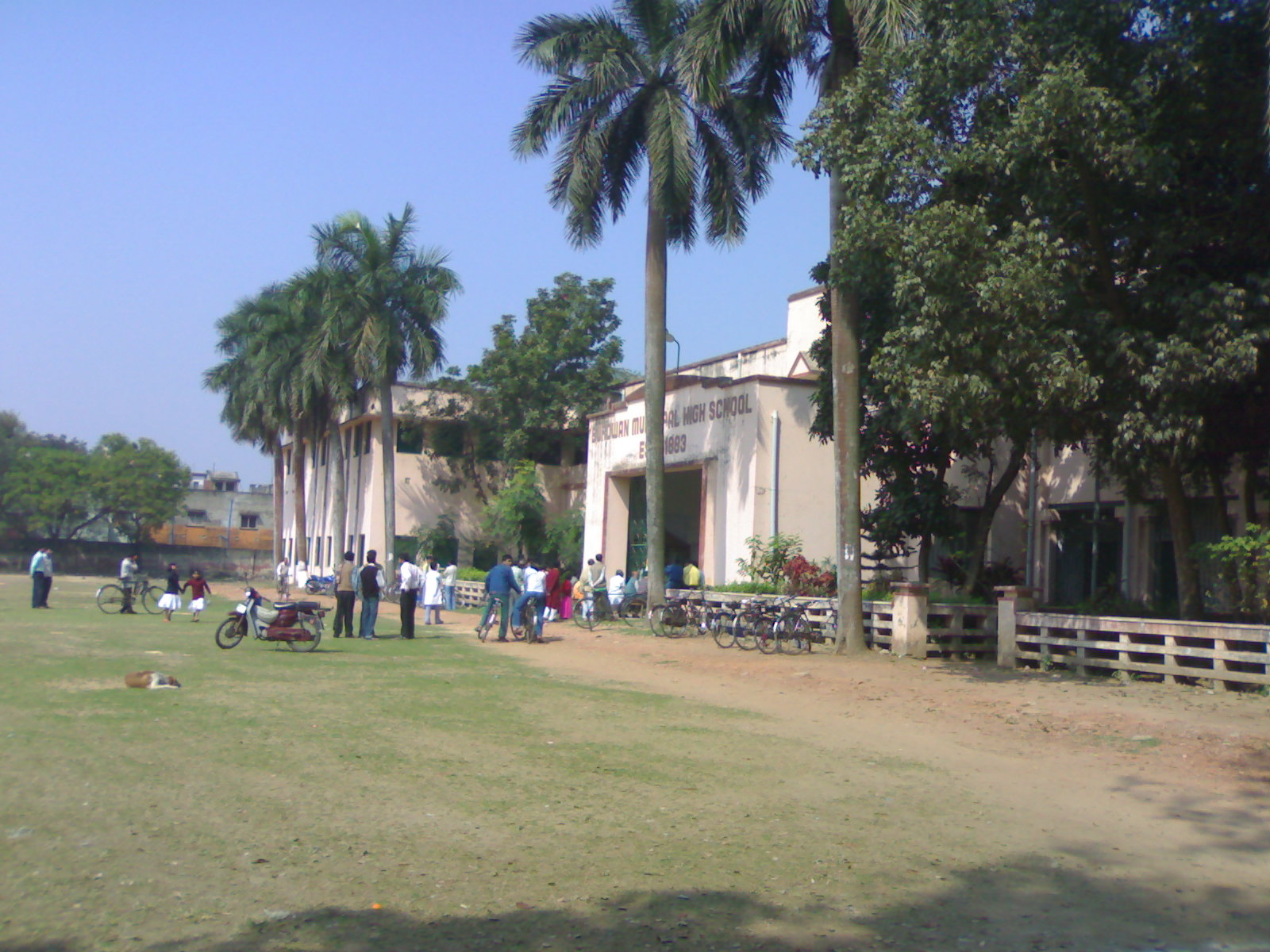
Burdwan Municipal High School
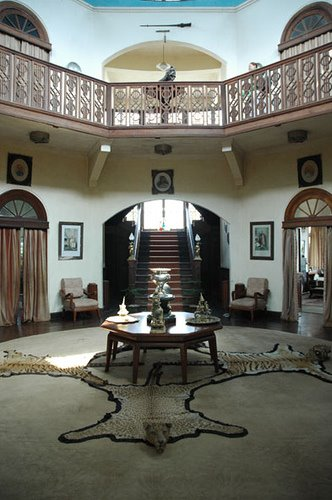
Burdwan Palace
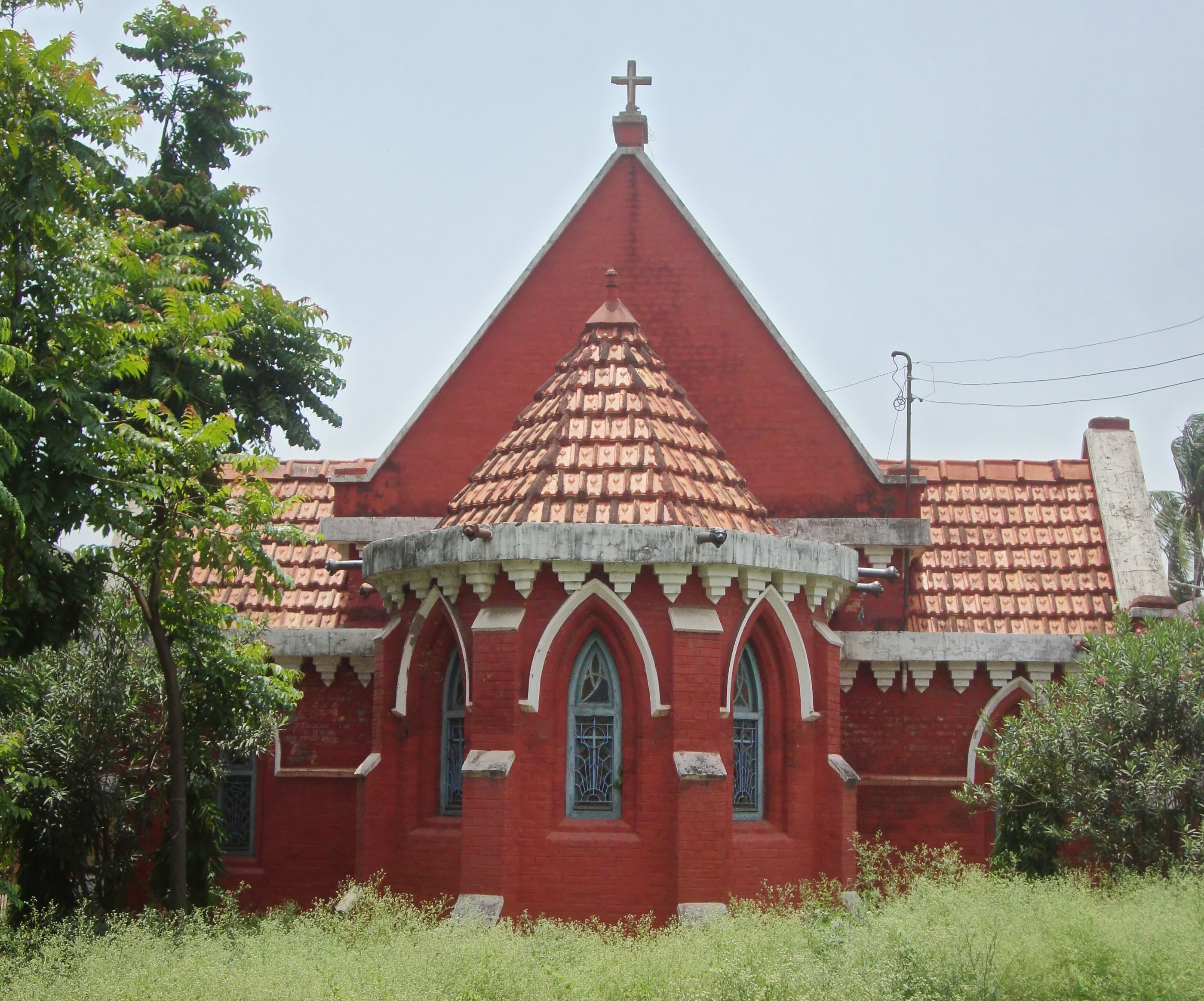
Bardhaman Church
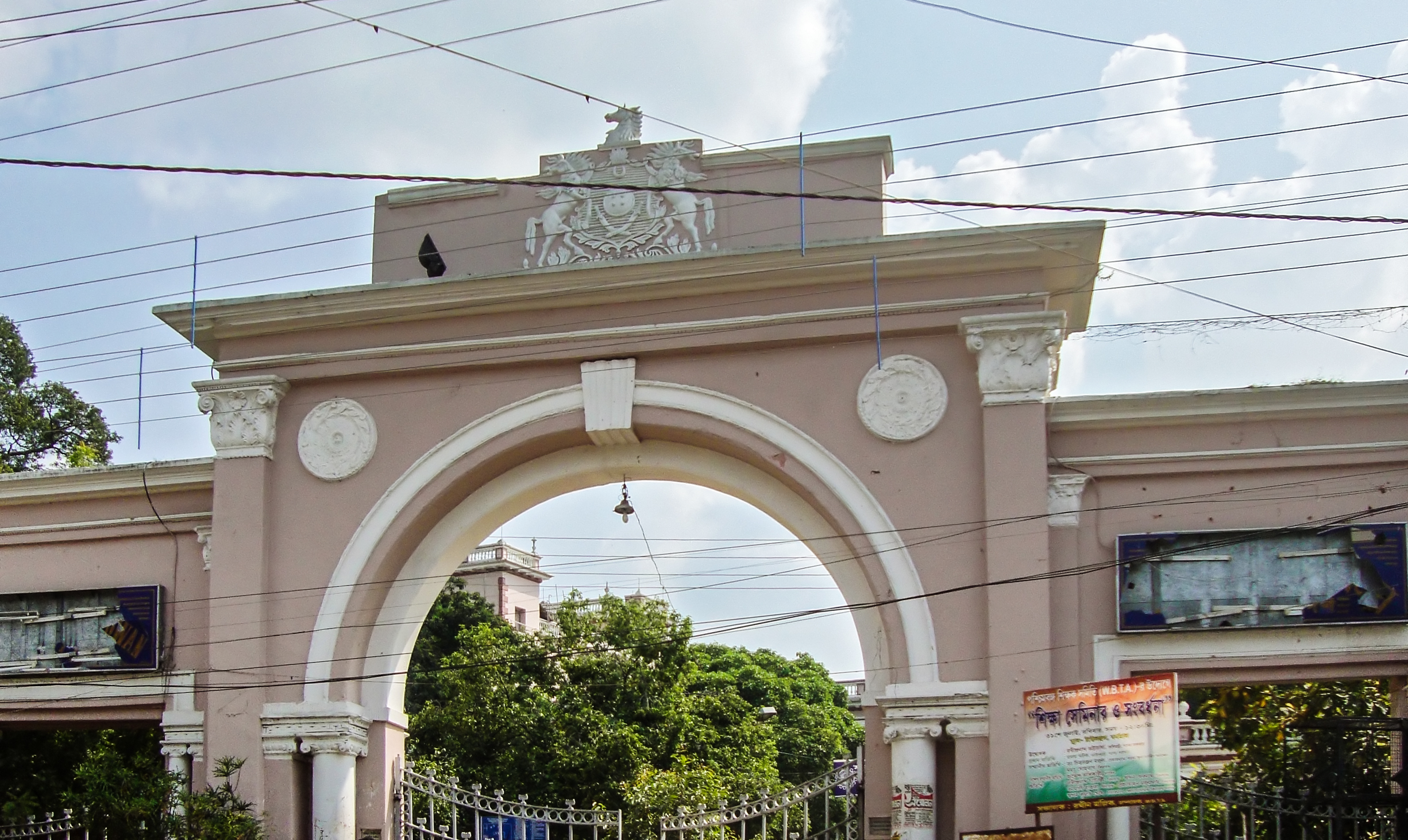
Burdwan University administrative complex gate, Rajbati
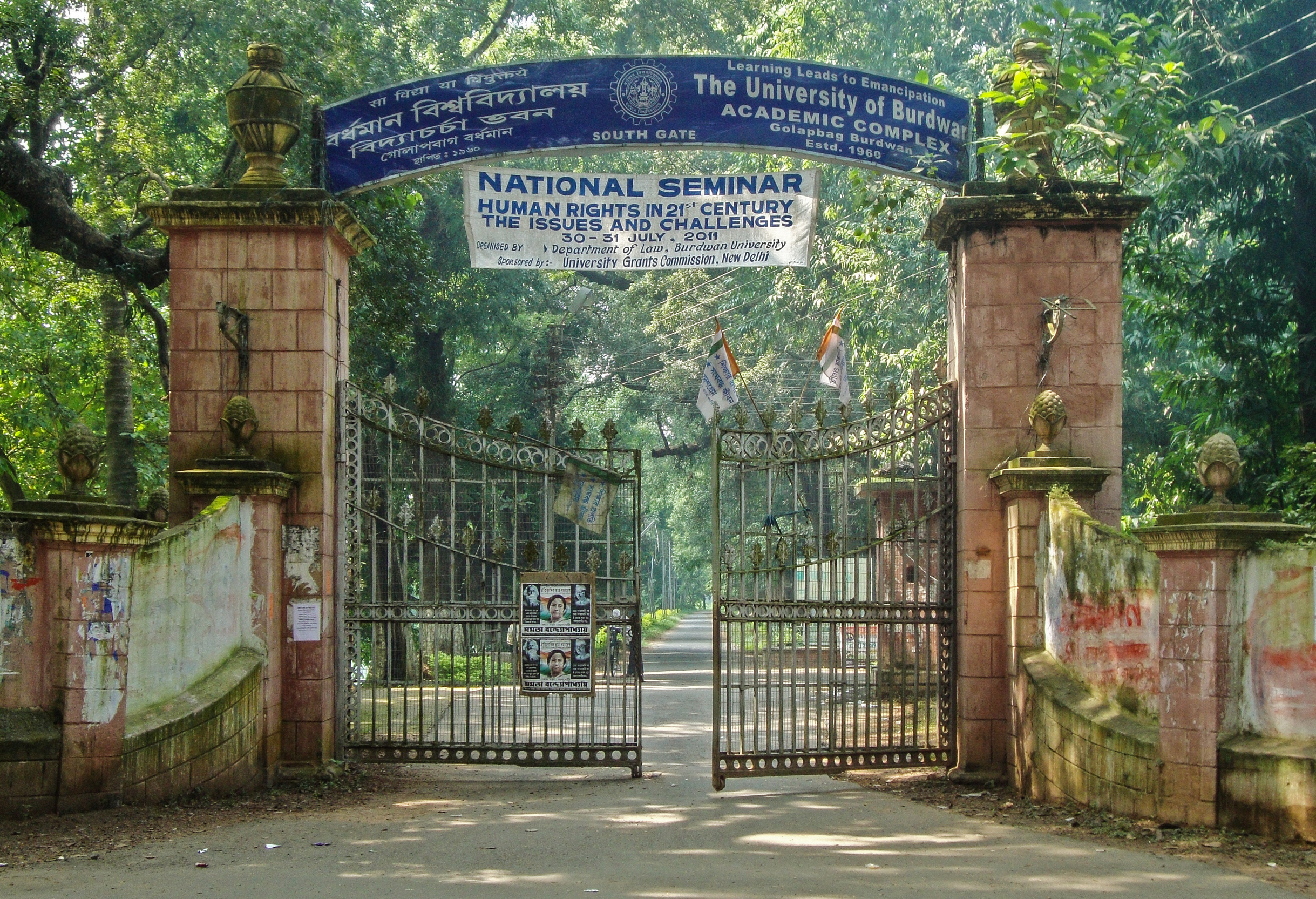
Burdwan University academic complex, South Gate
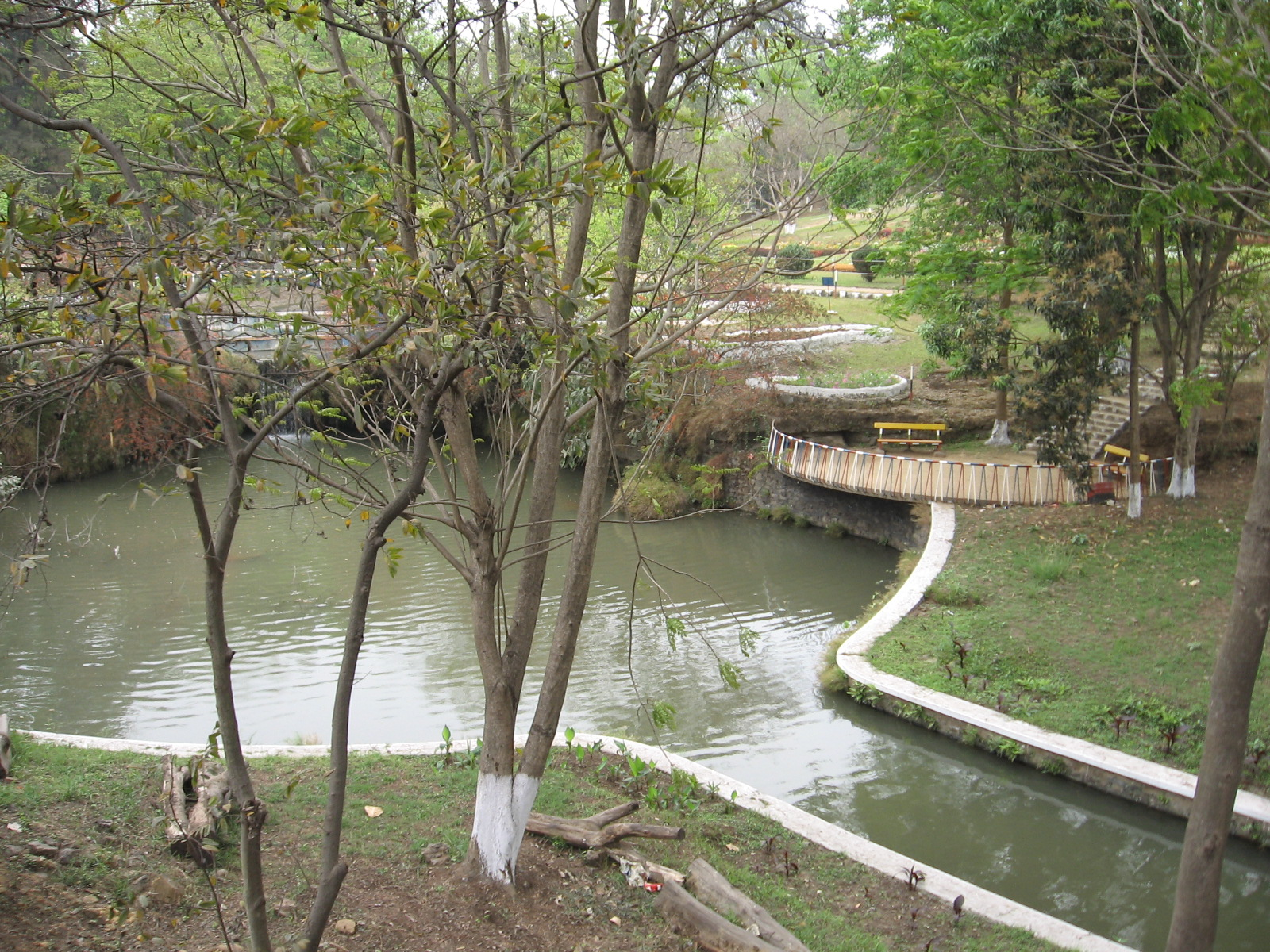
Burnpur Nehru Park
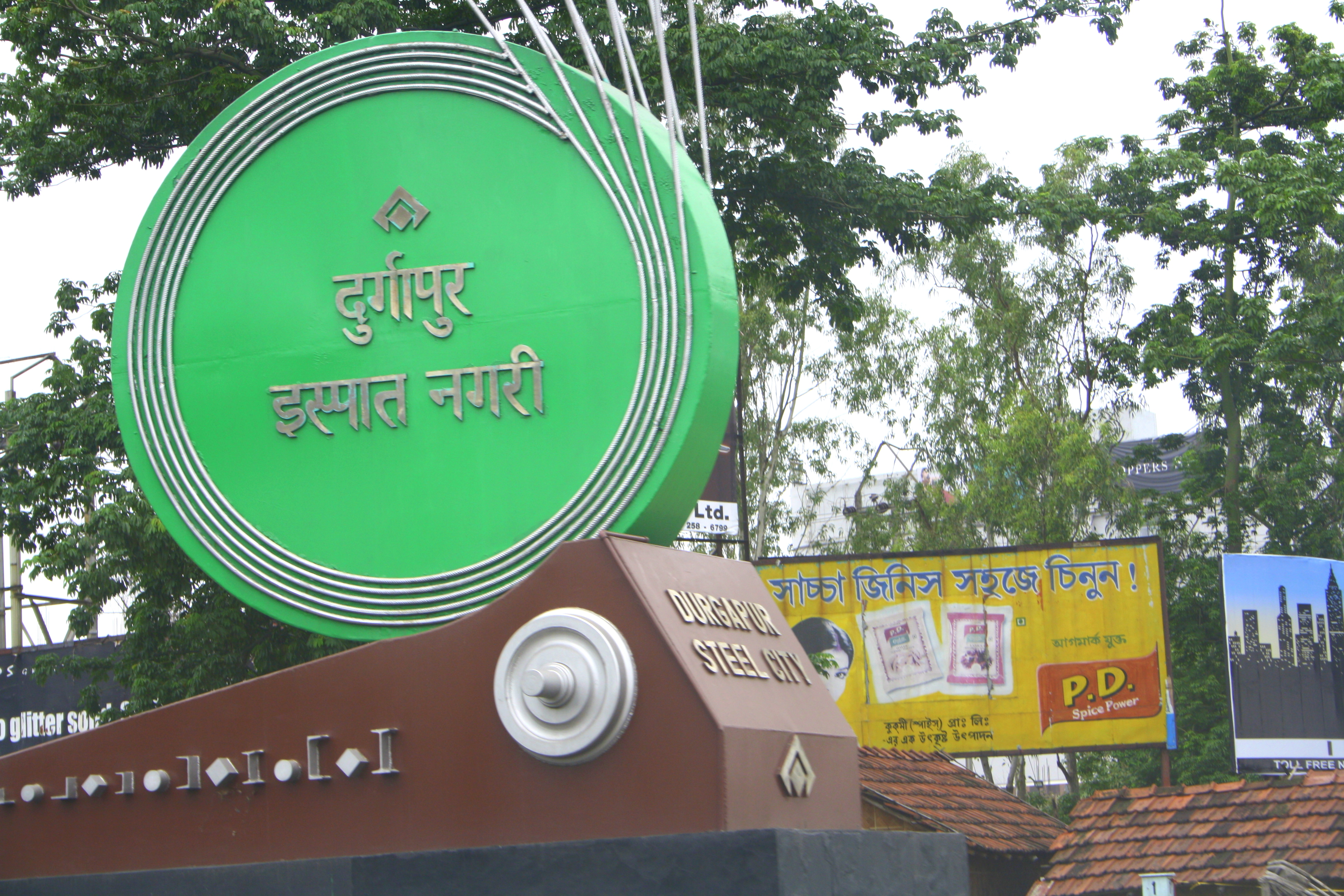
Durgapur
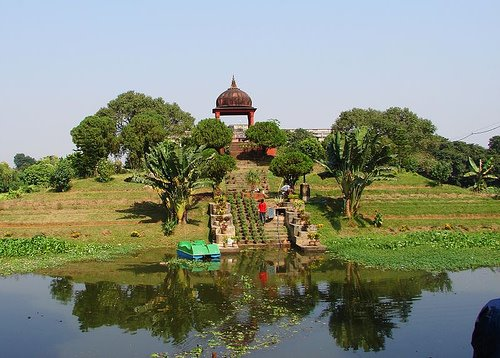
Golapbag
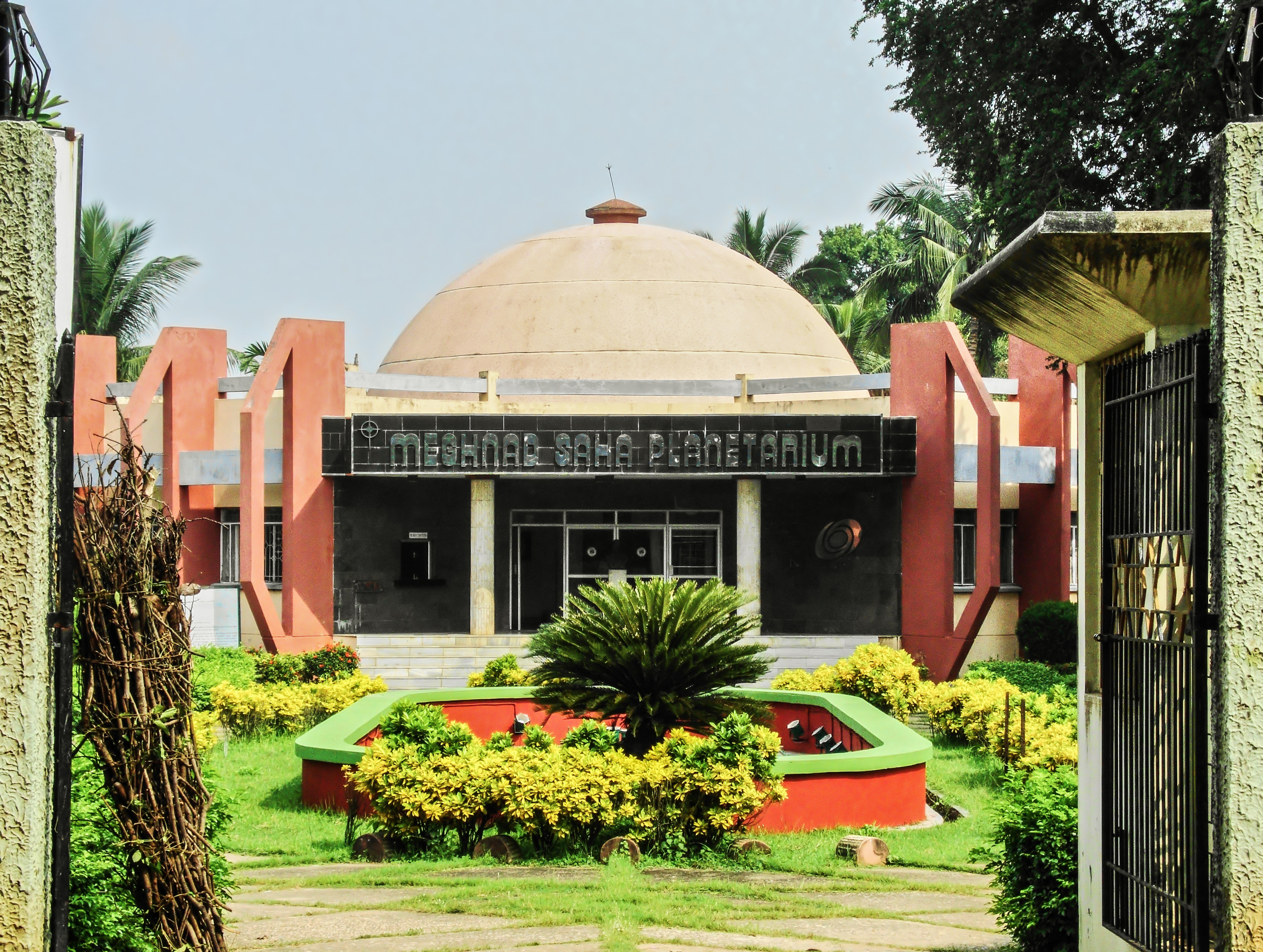
Burdwan Meghnad Saha Planetarium
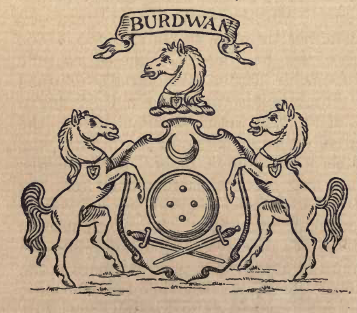
CoA Burdwan
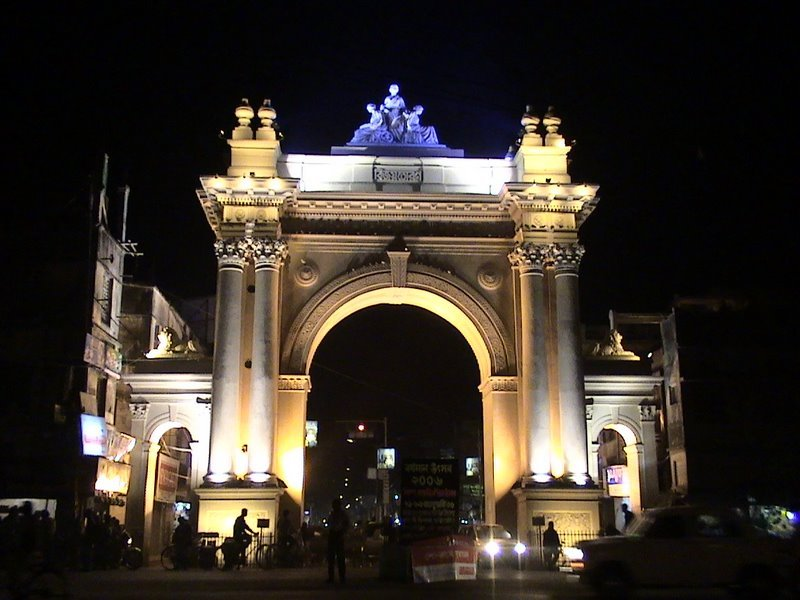
Curzon Gate
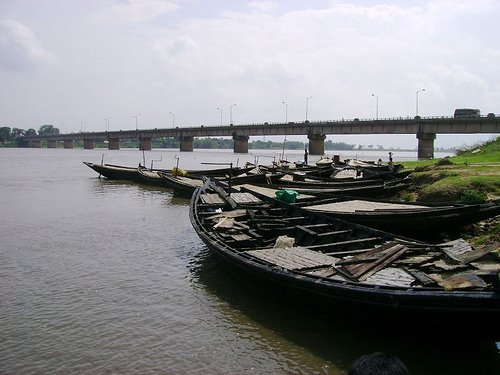
Damodar River
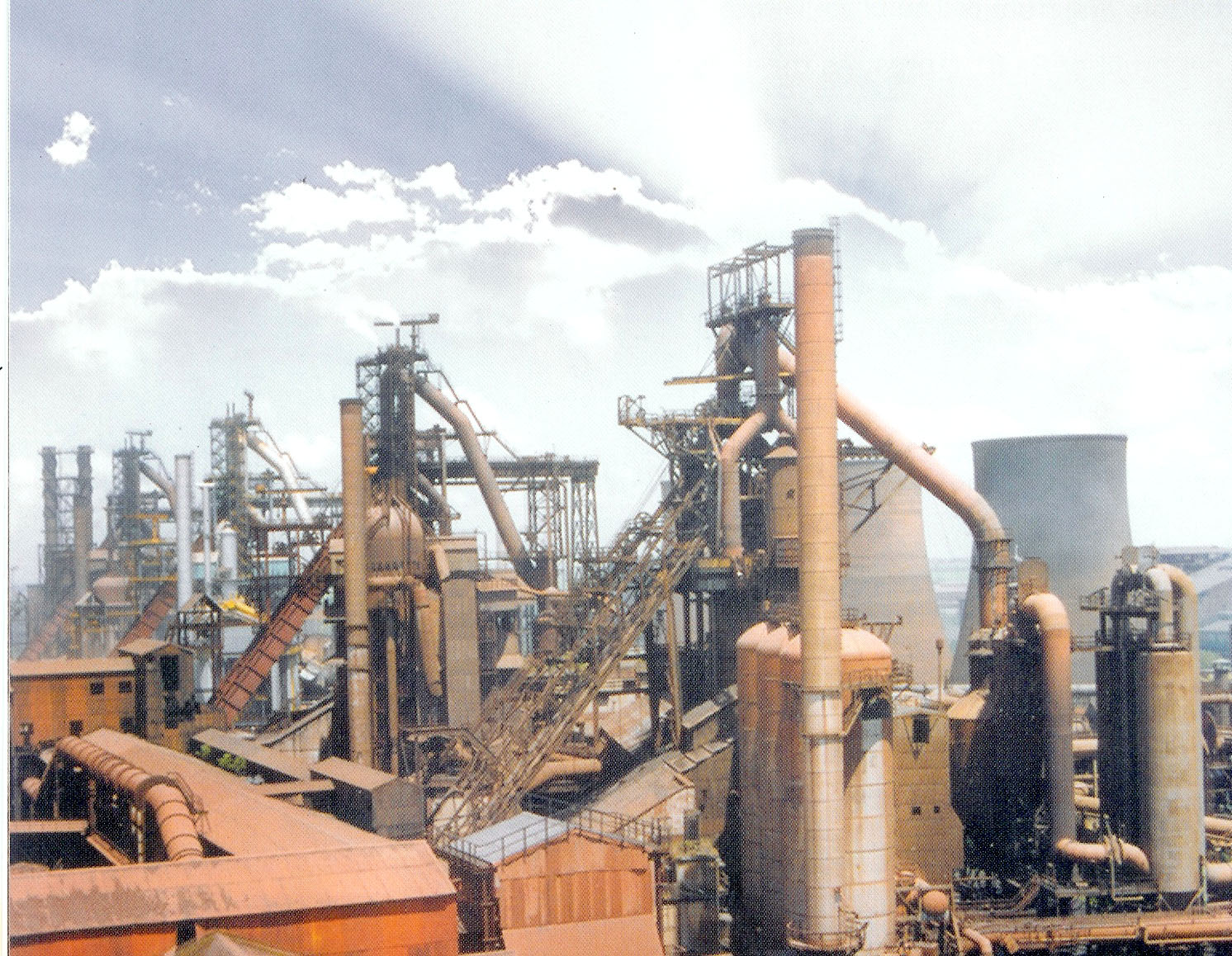
Durgapur Steel Plant
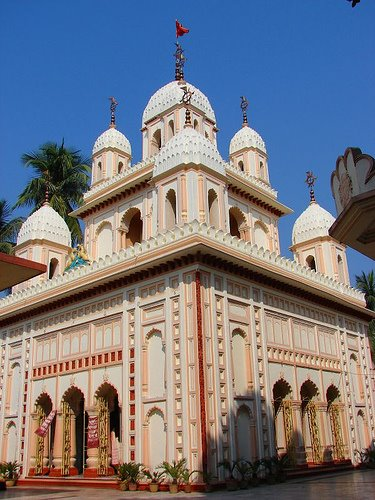
Sarbamangala Temple